# Phyllodesmium horridum
Phyllodesmium horridum is een slakkensoort uit de familie van de Facelinidae. De wetenschappelijke naam van de soort is voor het eerst geldig gepubliceerd in 1954 door Macnae.